# 青森県道34号五所川原浪岡線
青森県道34号五所川原浪岡線（あおもりけんどう34ごう ごしょがわらなみおかせん）は、青森県五所川原市から青森市浪岡に至る県道（主要地方道）である。

## 概要
五所川原市大字原子で国道101号から分岐し、五所川原市大字高野を経て、国道7号と奥羽本線を花岡大橋で立体交差し、浪岡駅至近を通り青森県道285号浪岡藤崎線交点で終点となる。

### 路線データ
- 起点：五所川原市[1]（国道101号交点）
- 終点：青森市浪岡（青森県道285号浪岡藤崎線交点）[1]

## 歴史
- 1983年（昭和58年）1月11日 - 県道に認定される[1]。
- 1993年（平成5年）5月11日 - 建設省により県道五所川原浪岡線が主要地方道五所川原浪岡線に指定される[2]。

## 路線状況

### 重複区間
- 青森県道235号浪岡停車場線（青森市浪岡大字浪岡 地内）

## 地理

### 交差する道路
- 国道101号（五所川原市原子、起点）
- 青森県道160号羽野木沢梅田線（五所川原市羽野木沢）
- 青森県道150号持子沢鶴田線（五所川原市持子沢）
- 青森県道35号五所川原岩木線（五所川原市高野）
- 青森県道203号常海橋銀線（青森市浪岡大字樽沢）
- 青森県道235号浪岡停車場線（青森市浪岡大字浪岡）
- 青森県道285号浪岡藤崎線（青森市浪岡大字浪岡、終点）

### 沿線の施設など
- 七和郵便局
- 五所川原市立五所川原第二中学校
- 樽沢郵便局
- JR東日本 奥羽本線 浪岡駅